# Giappone ai XXIII Giochi olimpici invernali
Il Giappone ha partecipato ai XXIII Giochi olimpici invernali, che si sono svolti dal 9 al 28 febbraio 2018 a PyeongChang in Corea del Sud, con una delegazione composta da 124 atleti.

## Medaglie
| Riepilogo quotidiano | Riepilogo quotidiano | Riepilogo quotidiano | Riepilogo quotidiano | Riepilogo quotidiano | Riepilogo quotidiano |
| -------------------- | -------------------- | -------------------- | -------------------- | -------------------- | -------------------- |
| Giorno               | Data                 |                      |                      |                      | Totale               |
| 1º                   | 10                   | 0                    | 0                    | 0                    | 0                    |
| 2º                   | 11                   | 0                    | 0                    | 0                    | 0                    |
| 3º                   | 12                   | 0                    | 1                    | 2                    | 3                    |
| 4º                   | 13                   | 0                    | 0                    | 0                    | 0                    |
| 5º                   | 14                   | 0                    | 3                    | 1                    | 4                    |
| 6º                   | 15                   | 0                    | 0                    | 0                    | 0                    |
| 7º                   | 16                   | 0                    | 0                    | 0                    | 0                    |
| 8º                   | 17                   | 1                    | 1                    | 0                    | 2                    |
| 9º                   | 18                   | 1                    | 0                    | 0                    | 1                    |
| 10º                  | 19                   | 0                    | 0                    | 0                    | 0                    |
| 11º                  | 20                   | 0                    | 0                    | 0                    | 0                    |
| 12º                  | 21                   | 1                    | 0                    | 0                    | 1                    |
| 13º                  | 22                   | 0                    | 0                    | 0                    | 0                    |
| 14º                  | 23                   | 0                    | 0                    | 0                    | 0                    |
| 15º                  | 24                   | 1                    | 0                    | 0                    | 1                    |
| 16º                  | 25                   | 0                    | 0                    | 1                    | 1                    |
| Totale               | Totale               | 4                    | 5                    | 4                    | 13                   |

### Medagliere per discipline
| Sport                   | Oro | Argento | Bronzo | Totale |
| ----------------------- | --- | ------- | ------ | ------ |
| Combinata nordica       | 0   | 1       | 0      | 1      |
| Freestyle               | 0   | 0       | 1      | 1      |
| Pattinaggio di velocità | 3   | 2       | 1      | 6      |
| Salto con gli sci       | 0   | 0       | 1      | 1      |
| Snowboard               | 0   | 1       | 0      | 1      |
| Pattinaggio di figura   | 1   | 1       | 0      | 2      |
| Totale                  | 4   | 5       | 4      | 13     |

### Medaglie d'oro
Hanyū è stato il primo atleta giapponese capace di vincere due medaglie d'oro in due edizioni consecutive in una disciplina individuale nei Giochi olimpici invernali. La medaglia vinta da Hanyū è stato l'oro numero 1.000 assegnato nella storia dei Giochi olimpici invernali.

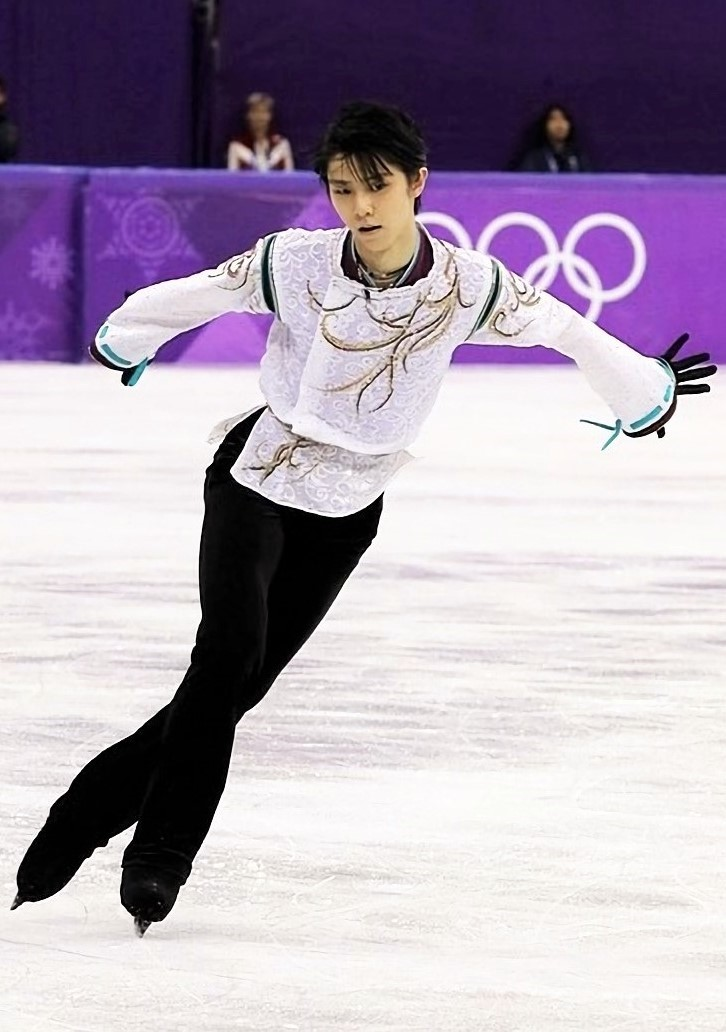
Yuzuru Hanyū è stato il secondo pattinatore del dopoguerra capace di vincere due medaglie d'oro nella gara maschile di pattinaggio di figura.

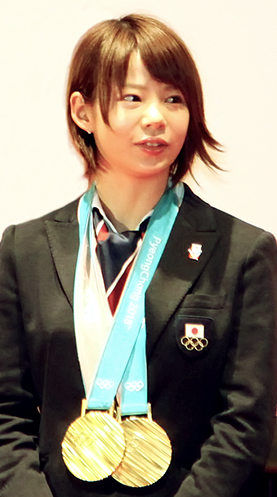
Nana Takagi è stata l'unica atleta giapponese capace di vincere due medaglie d'oro.

| Medaglia | Nome                                             | Sport                   | Evento                           |
| -------- | ------------------------------------------------ | ----------------------- | -------------------------------- |
| Oro      | Yuzuru Hanyū                                     | Pattinaggio di figura   | Singolo maschile                 |
| Oro      | Nao Kodaira                                      | Pattinaggio di velocità | 500 m femminile                  |
| Oro      | Miho Takagi Ayano Satō Nana Takagi Ayaka Kikuchi | Pattinaggio di velocità | Inseguimento a squadre femminile |
| Oro      | Nana Takagi                                      | Pattinaggio di velocità | Mass start femminile             |

### Medaglie d'argento
| Medaglia | Nome         | Sport                   | Evento             |
| -------- | ------------ | ----------------------- | ------------------ |
| Argento  | Miho Takagi  | Pattinaggio di velocità | 1500 m femminile   |
| Argento  | Ayumu Hirano | Snowboard               | Halfpipe maschile  |
| Argento  | Nao Kodaira  | Pattinaggio di velocità | 1000 m femminile   |
| Argento  | Akito Watabe | Combinata nordica       | Trampolino normale |
| Argento  | Shōma Uno    | Pattinaggio di figura   | Singolo maschile   |

### Medaglie di bronzo
| Medaglia | Nome                                                                       | Sport                   | Evento                       |
| -------- | -------------------------------------------------------------------------- | ----------------------- | ---------------------------- |
| Bronzo   | Daichi Hara                                                                | Freestyle               | Gobbe maschile               |
| Bronzo   | Sara Takanashi                                                             | Salto con gli sci       | Trampolino normale femminile |
| Bronzo   | Miho Takagi                                                                | Pattinaggio di velocità | 1000 m femminile             |
| Bronzo   | Satsuki Fujisawa Chinami Yoshida Yūmi Suzuki Yurika Yoshida Mari Motohashi | Curling                 | Torneo femminile             |

## Biathlon

### Femminile
Il Giappone ha diritto a schierare 5 atlete in seguito ad aver terminato tra la sesta e la ventesima posizione del ranking femminile per nazioni della Coppa del Mondo di biathlon 2017.
| Gara               | Atleta                                                    | Penalità    | Tempo d'arrivo | Posizione |
| ------------------ | --------------------------------------------------------- | ----------- | -------------- | --------- |
| 7,5 km sprint      | Sari Furuya                                               | 2 (1+1)     | 23'21"5        | 49ª       |
| 7,5 km sprint      | Rina Mitsuhashi                                           | 5 (3+2)     | 25'53"1        | 85ª       |
| 7,5 km sprint      | Yurie Tanaka                                              | 2 (1+1)     | 24'21"6        | 68ª       |
| 7,5 km sprint      | Fuyuko Tachizaki                                          | 1 (0+1)     | 23'19"7        | 42ª       |
| 10 km inseguimento | Sari Furuya                                               | 5 (2+1+1+1) | 37'02"1        | 54ª       |
| 10 km inseguimento | Fuyuko Tachizaki                                          | 7 (2+0+2+3) | 37'07"9        | 56ª       |
| 15 km individuale  | Sari Furuya                                               | 9 (2+2+3+2) | 53'11"0        | 85ª       |
| 15 km individuale  | Asuka Hachisuka                                           | 4 (1+1+1+1) | 50'30"2        | 81ª       |
| 15 km individuale  | Yurie Tanaka                                              | 5 (2+2+0+1) | 50'28"0        | 80ª       |
| 15 km individuale  | Fuyuko Tachizaki                                          | 7 (3+1+2+1) | 50'06"9        | 76ª       |
| Staffetta 4x6 km   | Fuyuko Tachizaki Sari Furuya Rina Mitsuhashi Yurie Tanaka | 11 (2+9)    | 1h15'47"7      | 17ª       |

### Maschile
Il Giappone ha diritto a schierare un solo atleta in seguito ad aver terminato oltre la ventiduesima posizione del ranking maschile per nazioni della Coppa del Mondo di biathlon 2017.
| Gara              | Atleta           | Penalità    | Tempo d'arrivo | Posizione |
| ----------------- | ---------------- | ----------- | -------------- | --------- |
| 10 km sprint      | Mikito Tachizaki | 3 (0+3)     | 27'27"1        | 84º       |
| 20 km individuale | Mikito Tachizaki | 3 (0+1+2+0) | 54'11"5        | 64º       |

## Combinata nordica
Il Giappone ha qualificato nella combinata nordica un totale di cinque atleti(*).
| Gara               | Atleta         | Salto     | Salto | Salto     | Fondo   | Fondo            | Posizione |
| Gara               | Atleta         | Lunghezza | Punti | Posizione | Tempo   | Tempo + distacco | Posizione |
| ------------------ | -------------- | --------- | ----- | --------- | ------- | ---------------- | --------- |
| Trampolino normale | Hideaki Nagai  | 101,0 m   | 104,2 | 14º       | 24'44"5 | 26'30"5          | 14º       |
| Trampolino normale | Akito Watabe   | 105,5 m   | 123,7 | 3º        | 24'28"2 | 24'56"2          |           |
| Trampolino normale | Yoshito Watabe | 104,0 m   | 114,3 | 8º        | 25'11"2 | 26'16"2          | 12º       |
| Trampolino normale | Gō Yamamoto    | 97,5 m    | 104,0 | 15º       | 26'11"1 | 27'57"1          | 33º       |
| Trampolino lungo   | Hideaki Nagai  | 134,0 m   | 121,0 | 13º       | 24'08"2 | 25'20"2          | 12º       |
| Trampolino lungo   | Akito Watabe   | 134,0 m   | 138,9 | 1º        | 24'05"0 | 24'05"0          | 5º        |
| Trampolino lungo   | Yoshito Watabe | 121,0 m   | 110,6 | 20º       | 24'14"9 | 26'07"9          | 20º       |
| Trampolino lungo   | Gō Yamamoto    | 127,5 m   | 124,5 | 8º        | 24'34"2 | 25'32"2          | 16º       |
| Gara a squadre     | Hideaki Nagai  | 127,0 m   | 455,3 | 3ª        | 47'59"6 | 48'18"6          | 4ª        |
| Gara a squadre     | Gō Yamamoto    | 132,5 m   | 455,3 | 3ª        | 47'59"6 | 48'18"6          | 4ª        |
| Gara a squadre     | Yoshito Watabe | 128,0 m   | 455,3 | 3ª        | 47'59"6 | 48'18"6          | 4ª        |
| Gara a squadre     | Akito Watabe   | 137,5 m   | 455,3 | 3ª        | 47'59"6 | 48'18"6          | 4ª        |

(*) Takehiro Watanabe era presente ma non ha partecipato alle competizioni

## Curling

### Torneo maschile
Il Giappone ha diritto a partecipare al torneo maschile di curling in seguito aver concluso tra le prime sette posizioni nel ranking per la qualificazione alle Olimpiadi..
| Squadre       | G | V | P | PF | PS |
| ------------- | - | - | - | -- | -- |
| Canada        | 0 | 0 | 0 | 0  | 0  |
| Corea del Sud | 0 | 0 | 0 | 0  | 0  |
| Giappone      | 0 | 0 | 0 | 0  | 0  |
| Gran Bretagna | 0 | 0 | 0 | 0  | 0  |
| Norvegia      | 0 | 0 | 0 | 0  | 0  |
| Stati Uniti   | 0 | 0 | 0 | 0  | 0  |
| Svezia        | 0 | 0 | 0 | 0  | 0  |
| Svizzera      | 0 | 0 | 0 | 0  | 0  |
| Danimarca     | 0 | 0 | 0 | 0  | 0  |
| Italia        | 0 | 0 | 0 | 0  | 0  |

### Torneo femminile
Il Giappone ha diritto a partecipare al torneo femminile di curling in seguito aver concluso tra le prime sette posizioni nel ranking per la qualificazione alle Olimpiadi..
| Squadre                      | G | V | P | PF | PS |
| ---------------------------- | - | - | - | -- | -- |
| Canada                       | 0 | 0 | 0 | 0  | 0  |
| Corea del Sud                | 0 | 0 | 0 | 0  | 0  |
| Giappone                     | 0 | 0 | 0 | 0  | 0  |
| Gran Bretagna                | 0 | 0 | 0 | 0  | 0  |
| Atleti Olimpici dalla Russia | 0 | 0 | 0 | 0  | 0  |
| Stati Uniti                  | 0 | 0 | 0 | 0  | 0  |
| Svezia                       | 0 | 0 | 0 | 0  | 0  |
| Svizzera                     | 0 | 0 | 0 | 0  | 0  |
| Cina                         | 0 | 0 | 0 | 0  | 0  |
| Danimarca                    | 0 | 0 | 0 | 0  | 0  |

## Hockey sul ghiaccio

### Torneo femminile
Il Giappone ha diritto a partecipare al torneo femminile di hockey su ghiaccio in seguito ad aver vinto il torneo preolimpico di Tomakomai.
| Pos. |               | PG | V | VOT | POT | P | GF | GS | DR | Pt |
| 1.   | Svezia        | 0  | 0 | 0   | 0   | 0 | 0  | 0  | 0  | 0  |
| 2.   | Svizzera      | 0  | 0 | 0   | 0   | 0 | 0  | 0  | 0  | 0  |
| 3.   | Giappone      | 0  | 0 | 0   | 0   | 0 | 0  | 0  | 0  | 0  |
| 4.   | Corea del Sud | 0  | 0 | 0   | 0   | 0 | 0  | 0  | 0  | 0  |

## Pattinaggio di figura
In seguito ai Campionati mondiali di pattinaggio di figura 2017 e al Nebelhorn Trophy 2017 il Giappone ha qualificato nel pattinaggio di figura tre uomini e due donne nel singolo e una coppia rispettivamente nel pattinaggio di figura e nella danza.
| Gara      | Atleta                      | Programma corto | Programma corto | Programma libero | Programma libero | Totale          | Totale          |
| Gara      | Atleta                      | Punti           | Posizione       | Punti            | Posizione        | Punti           | Posizione       |
| --------- | --------------------------- | --------------- | --------------- | ---------------- | ---------------- | --------------- | --------------- |
| Maschile  | Yuzuru Hanyū                | 111.68          | 1ª              | 206.17           | 2ª               | 317.85          |                 |
| Maschile  | Shōma Uno                   | 104.17          | 3ª              | 202.73           | 3ª               | 306.90          |                 |
| Maschile  | Keiji Tanaka                | 80.05           | 20ª             | 164.78           | 15ª              | 244.83          | 18ª             |
| Femminile | Satoko Miyahara             | 75.94           | 4ª              | 146.44           | 4ª               | 222.38          | 4ª              |
| Femminile | Kaori Sakamoto              | 73.18           | 5ª              | 136.53           | 6ª               | 209.71          | 6ª              |
| Coppie    | Miu Suzaki / Ryūichi Kihara | 57.74           | 21ª             | non qualificati  | non qualificati  | non qualificati | non qualificati |
| Danza     | Kana Muramoto / Chris Reed  | 63.41           | 15ª             | 97.22            | 13ª              | 160.63          | 15ª             |

Gara a squadre
| Gara   | Atleta                      | Programma corto | Programma corto | Programma libero | Programma libero | Totale | Totale    |
| Gara   | Atleta                      | Punti           | Posizione       | Punti            | Posizione        | Punti  | Posizione |
| ------ | --------------------------- | --------------- | --------------- | ---------------- | ---------------- | ------ | --------- |
| Uomini | Shōma Uno                   | 10              | 1ª              | -                | -                | 50     | 5ª        |
| Uomini | Keiji Tanaka                | -               | -               | 6                | 5ª               | 50     | 5ª        |
| Donne  | Satoko Miyahara             | 7               | 4ª              | -                | -                | 50     | 5ª        |
| Donne  | Kaori Sakamoto              | -               | -               | 6                | 5ª               | 50     | 5ª        |
| Coppie | Miu Suzaki / Ryūichi Kihara | 3               | 8ª              | 6                | 5ª               | 50     | 5ª        |
| Danza  | Kana Muramoto / Chris Reed  | 6               | 5ª              | 6                | 5ª               | 50     | 5ª        |

## Pattinaggio di velocità
| Gara   | Atleta          | Tempo 1 | Tempo 2 | Totale  | Posizione |
| ------ | --------------- | ------- | ------- | ------- | --------- |
| 1000 m | Arisa Go        | 1'15"84 | 1'15"84 | 1'15"84 | 13ª       |
| 1000 m | Nao Kodaira     | 1'13"82 | 1'13"82 | 1'13"82 |           |
| 1000 m | Miho Takagi     | 1'13"98 | 1'13"98 | 1'13"98 |           |
| 1500 m | Ayaka Kikuchi   | 1'58"92 | 1'58"92 | 1'58"92 | 16ª       |
| 1500 m | Nao Kodaira     | 1'56"11 | 1'56"11 | 1'56"11 | 6ª        |
| 1500 m | Miho Takagi     | 1'54"55 | 1'54"55 | 1'54"55 |           |
| 3000 m | Ayaka Kikuchi   | 4'13"25 | 4'13"25 | 4'13"25 | 19ª       |
| 3000 m | Ayano Sato      | 4'04"35 | 4'04"35 | 4'04"35 | 8ª        |
| 3000 m | Miho Takagi     | 4'01"35 | 4'01"35 | 4'01"35 | 5ª        |
| 5000 m | Misaki Oshigiri | 7'07"71 | 7'07"71 | 7'07"71 | 9ª        |
| 5000 m | Nana Takagi     | 7'17"45 | 7'17"45 | 7'17"45 | 12ª       |

| Gara    | Atleta            | Tempo 1  | Tempo 2  | Totale   | Posizione |
| ------- | ----------------- | -------- | -------- | -------- | --------- |
| 1500 m  | Shota Nakamura    | 1'47"39  | 1'47"39  | 1'47"39  | 24º       |
| 1500 m  | Takuro Oda        | 1'45"44  | 1'45"44  | 1'45"44  | 5º        |
| 1500 m  | Shane Williamson  | 1'46"21  | 1'46"21  | 1'46"21  | 10º       |
| 5000 m  | Seitarō Ichinohe  | 6'16"55  | 6'16"55  | 6'16"55  | 9º        |
| 5000 m  | Ryousuke Tsuchiya | 6'22"45  | 6'22"45  | 6'22"45  | 16º       |
| 10000 m | Ryousuke Tsuchiya | 13'10"31 | 13'10"31 | 13'10"31 | 10º       |

## Salto con gli sci
Il Giappone ha qualificato nel salto con gli sci nove atleti, quattro donne e cinque uomini.

### Donne
| Gara               | Atleta         | Primo salto | Primo salto | Primo salto | Secondo salto | Secondo salto | Secondo salto | Punti totali | Posizione |
| Gara               | Atleta         | Lunghezza   | Punti       | Pos.        | Lunghezza     | Punti         | Pos.          | Punti totali | Posizione |
| ------------------ | -------------- | ----------- | ----------- | ----------- | ------------- | ------------- | ------------- | ------------ | --------- |
| Trampolino normale | Yuki Ito       | 94,0 m      | 105,1       | 9ª          | 93,0 m        | 98,8          | 10ª           | 203,9        | 9ª        |
| Trampolino normale | Kaori Iwabuchi | 93,5 m      | 98,2        | 11ª         | 89,0 m        | 90,1          | 13ª           | 188,3        | 12ª       |
| Trampolino normale | Yūka Setō      | 93,0 m      | 90,3        | 15ª         | 89,0 m        | 81,7          | 24ª           | 172,0        | 17ª       |
| Trampolino normale | Sara Takanashi | 103,5 m     | 120,3       | 3ª          | 103,5 m       | 123,5         | 3ª            | 243,8        |           |

### Uomini
| Gara               | Atleta                                                | Qualificazioni | Qualificazioni | Qualificazioni | Finale                          | Finale      | Finale      | Finale                  | Finale          | Finale          | Finale          | Finale          |
| Gara               | Atleta                                                | Qualificazioni | Qualificazioni | Qualificazioni | Primo salto                     | Primo salto | Primo salto | Secondo salto           | Secondo salto   | Secondo salto   | Punti totali    | Posizione       |
| Gara               | Atleta                                                | Lunghezza      | Punti          | Pos.           | Lunghezza                       | Punti       | Pos.        | Lunghezza               | Punti           | Pos.            | Punti totali    | Posizione       |
| ------------------ | ----------------------------------------------------- | -------------- | -------------- | -------------- | ------------------------------- | ----------- | ----------- | ----------------------- | --------------- | --------------- | --------------- | --------------- |
| Trampolino normale | Daiki Itō                                             | 93,5 m         | 106,0          | 31º Q          | 103,0 m                         | 110,3       | 19º         | 102,0 m                 | 104,4           | 20º             | 214,7           | 20º             |
| Trampolino normale | Noriaki Kasai                                         | 98,0 m         | 117,7          | 20º Q          | 104,5 m                         | 113,9       | 16º         | 99,0 m                  | 99,4            | 26º             | 213,3           | 21º             |
| Trampolino normale | Junshirō Kobayashi                                    | 101,0 m        | 118,4          | 18º Q          | 93,0 m                          | 98,8        | 31º         | non qualificato         | non qualificato | non qualificato | non qualificato | non qualificato |
| Trampolino normale | Ryōyū Kobayashi                                       | 98,0 m         | 115,3          | 21º Q          | 108,0 m                         | 120,2       | 9º          | 108,0 m                 | 120,6           | 7º              | 240,8           | 7º              |
| Trampolino lungo   | Noriaki Kasai                                         | 122,5 m        | 104,2          | 22º Q          | 121,0 m                         | 107,9       | 33º         | non qualificato         | non qualificato | non qualificato | non qualificato | non qualificato |
| Trampolino lungo   | Junshirō Kobayashi                                    | 115,0 m        | 89,5           | 37º Q          | 122,0 m                         | 114,8       | 26º         | 122,0 m                 | 110,0           | 24º             | 224,8           | 24º             |
| Trampolino lungo   | Ryōyū Kobayashi                                       | 143,5 m        | 127,6          | 3º Q           | 135,5 m                         | 134,0       | 7º          | 128,0 m                 | 124,0           | 15º             | 258,0           | 10º             |
| Trampolino lungo   | Taku Takeuchi                                         | 120,5 m        | 98,5           | 27º Q          | 124,0 m                         | 114,1       | 27º         | 125,5 m                 | 120,1           | 19º             | 234,2           | 22º             |
| Gara a squadre     | Taku Takeuchi Daiki Itō Noriaki Kasai Ryōyū Kobayashi | N.D.           | N.D.           | N.D.           | 124.0 m 126.0 m 124.0 m 132.5 m | 475.5       | 6ª          | 123.0 m 125.0 m 130.0 m | 465.0           | 6ª              | 940.5           | 6ª              |

## Sci freestyle
Il Giappone ha qualificato nello sci freestyle undici atleti, cinque donne e sei uomini.

### Gobbe
| Atleta          | Evento    | Qualificazione | Qualificazione | Qualificazione | Qualificazione | Qualificazione | Qualificazione | Qualificazione | Qualificazione | Finale | Finale | Finale | Finale    | Finale | Finale | Finale | Finale    | Finale | Finale | Finale | Finale    |
| Atleta          | Evento    | Run 1          | Run 1          | Run 1          | Run 1          | Run 2          | Run 2          | Run 2          | Run 2          | Run 1  | Run 1  | Run 1  | Run 1     | Run 2  | Run 2  | Run 2  | Run 2     | Run 3  | Run 3  | Run 3  | Run 3     |
| Atleta          | Evento    | Tempo          | Punti          | Totale         | Posizione      | Tempo          | Punti          | Totale         | Posizione      | Tempo  | Punti  | Totale | Posizione | Tempo  | Punti  | Totale | Posizione | Tempo  | Punti  | Totale | Posizione |
| --------------- | --------- | -------------- | -------------- | -------------- | -------------- | -------------- | -------------- | -------------- | -------------- | ------ | ------ | ------ | --------- | ------ | ------ | ------ | --------- | ------ | ------ | ------ | --------- |
| Shō Endō        | Maschile. |                |                |                |                |                |                |                |                |        |        |        |           |        |        |        |           |        |        |        |           |
| Daichi Hara     | Maschile. |                |                |                |                |                |                |                |                |        |        |        |           |        |        |        |           |        |        |        |           |
| Ikuma Horishima | Maschile. |                |                |                |                |                |                |                |                |        |        |        |           |        |        |        |           |        |        |        |           |
| Nobuyuki Nishi  | Maschile. |                |                |                |                |                |                |                |                |        |        |        |           |        |        |        |           |        |        |        |           |
| Arisa Murata    | Femminile | 29"90          | 59.83          | 74.13          | 9º Q           | N.D.           | N.D.           | N.D.           | N.D.           |        |        |        |           |        |        |        |           |        |        |        |           |

## Short track
Il Giappone ha qualificato nello short track un totale di dieci atleti, cinque per genere.

### Uomini
| Gara             | Atleta              | Batterie | Batterie  | Quarti di finale | Quarti di finale | Semifinali | Semifinali | Finale | Finale    |
| Gara             | Atleta              | Tempo    | Posizione | Tempo            | Posizione        | Tempo      | Posizione  | Tempo  | Posizione |
| ---------------- | ------------------- | -------- | --------- | ---------------- | ---------------- | ---------- | ---------- | ------ | --------- |
| 500 m            | Quota non assegnata |          |           |                  |                  |            |            |        |           |
| 500 m            | Quota non assegnata |          |           |                  |                  |            |            |        |           |
| 1000 m           | Quota non assegnata |          |           |                  |                  |            |            |        |           |
| 1000 m           | Quota non assegnata |          |           |                  |                  |            |            |        |           |
| 1000 m           | Quota non assegnata |          |           |                  |                  |            |            |        |           |
| 1500 m           | Quota non assegnata |          |           |                  |                  |            |            |        |           |
| 1500 m           | Quota non assegnata |          |           |                  |                  |            |            |        |           |
| 1500 m           | Quota non assegnata |          |           |                  |                  |            |            |        |           |
| 5000 m staffetta | Quote non assegnate | N.D.     | N.D.      | N.D.             | N.D.             |            |            |        |           |

### Donne
| Gara             | Atleta              | Batterie | Batterie  | Quarti di finale | Quarti di finale | Semifinali | Semifinali | Finale | Finale    |
| Gara             | Atleta              | Tempo    | Posizione | Tempo            | Posizione        | Tempo      | Posizione  | Tempo  | Posizione |
| ---------------- | ------------------- | -------- | --------- | ---------------- | ---------------- | ---------- | ---------- | ------ | --------- |
| 500 m            | Quota non assegnata |          |           |                  |                  |            |            |        |           |
| 1000 m           | Quota non assegnata |          |           |                  |                  |            |            |        |           |
| 1000 m           | Quota non assegnata |          |           |                  |                  |            |            |        |           |
| 1500 m           | Quota non assegnata |          |           |                  |                  |            |            |        |           |
| 1500 m           | Quota non assegnata |          |           |                  |                  |            |            |        |           |
| 1500 m           | Quota non assegnata |          |           |                  |                  |            |            |        |           |
| 3000 m staffetta | Quote non assegnate | N.D.     | N.D.      | N.D.             | N.D.             |            |            |        |           |

## Skeleton
Il Giappone aveva qualificato nello skeleton due atleti nel singolo maschile. Tuttavia prenderà parte anche alla gara femminile con un'atleta, a causa della rinuncia all'evento da parte della Russia per una quota.
| Gara              | Atleta             | 1ª manche | 2ª manche | 3ª manche | 4ª manche       | Totale  | Posizione |
| ----------------- | ------------------ | --------- | --------- | --------- | --------------- | ------- | --------- |
| Singolo femminile | Takako Oguchi      | 53"82     | 53"41     | 53"62     | 53"11           | 3'33"96 | 19ª       |
| Singolo maschile  | Katsuyuki Miyajima | 51"63     | 52"15     | 51"80     | non qualificato | 2'35"58 | 26º       |
| Singolo maschile  | Hiroatsu Takahashi | 52"00     | 51"50     | 51"19     | non qualificato | 2'34"69 | 22º       |